# Les Clots (Herba-savina)
Les Clots és un paratge de camps de conreu del terme municipal de Conca de Dalt, a l'antic terme d'Hortoneda de la Conca, al Pallars Jussà, en territori que havia estat del poble d'Herba-savina.
Està situat a prop i a ponent d'Herba-savina, a la dreta de la llau del Canalot, al sud-est de la Vinya de la Sala i al nord de les Solanes.